# Stanisław Leszczyński (żołnierz)
Stanisław Leszczyński (ur. 10 października 1914 w Moskwie, zm. 9 lutego 1976 w Oliwie Gdańsku) – polski żołnierz.

## Życiorys
Rozpoczął naukę w gimnazjum, a po czym studiował na Uniwersytecie Stefana Batorego. W 1939 w wyniku kapitulacji obrońców Helu i nieudanej ucieczki przedostania się do Szwecji za pomocą kutra znalazł się w obozie jenieckim w Lienz po aresztowaniu przez Niemców. 6 lat później w 1945 powołano go do służby w MW.. Był szefem Oddziału Liniowego, a od 1946 dowódcą Dywizjonu Trałowców. Rok później w sierpniu 1947 mianowany zastępcą dyrektora nauk ds. pokładowych w OSMW. 20 grudnia 1948 objął funkcję komendanta Szkoły Specjalistów, a 1954 komendanta Oficerskiej Szkoły MW. Od 1964 do 1969 kierownik Studium Wojskowego w Technicznej Szkoły Rybackiej. Następnie 7 kwietnia 1971 na skutek zwolnienia przeniesiony do rezerwy.